# Futbol a la República Democràtica del Congo
El futbol és l'esport més popular a la República Democràtica del Congo.
La selecció nacional fou dos cops campiona de la Copa d'Àfrica els anys 1968 i 1974 amb el nom de Zaire. També es classificà per una fase final d'un Mundial l'any 1974. Pel que fa als clubs, el TP Mazembe va fer història en esdevenir el primer club africà que es classificà per una final del Campionat del Món de Clubs del 2010.

## Competicions
- Lligues:

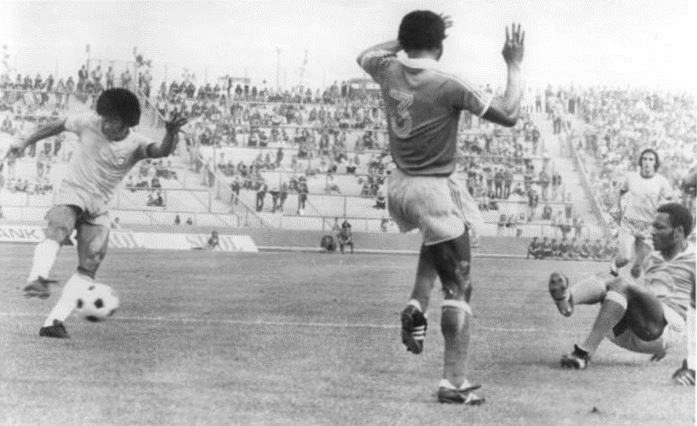
Zaire vs Brasil al Mundial de 1974.

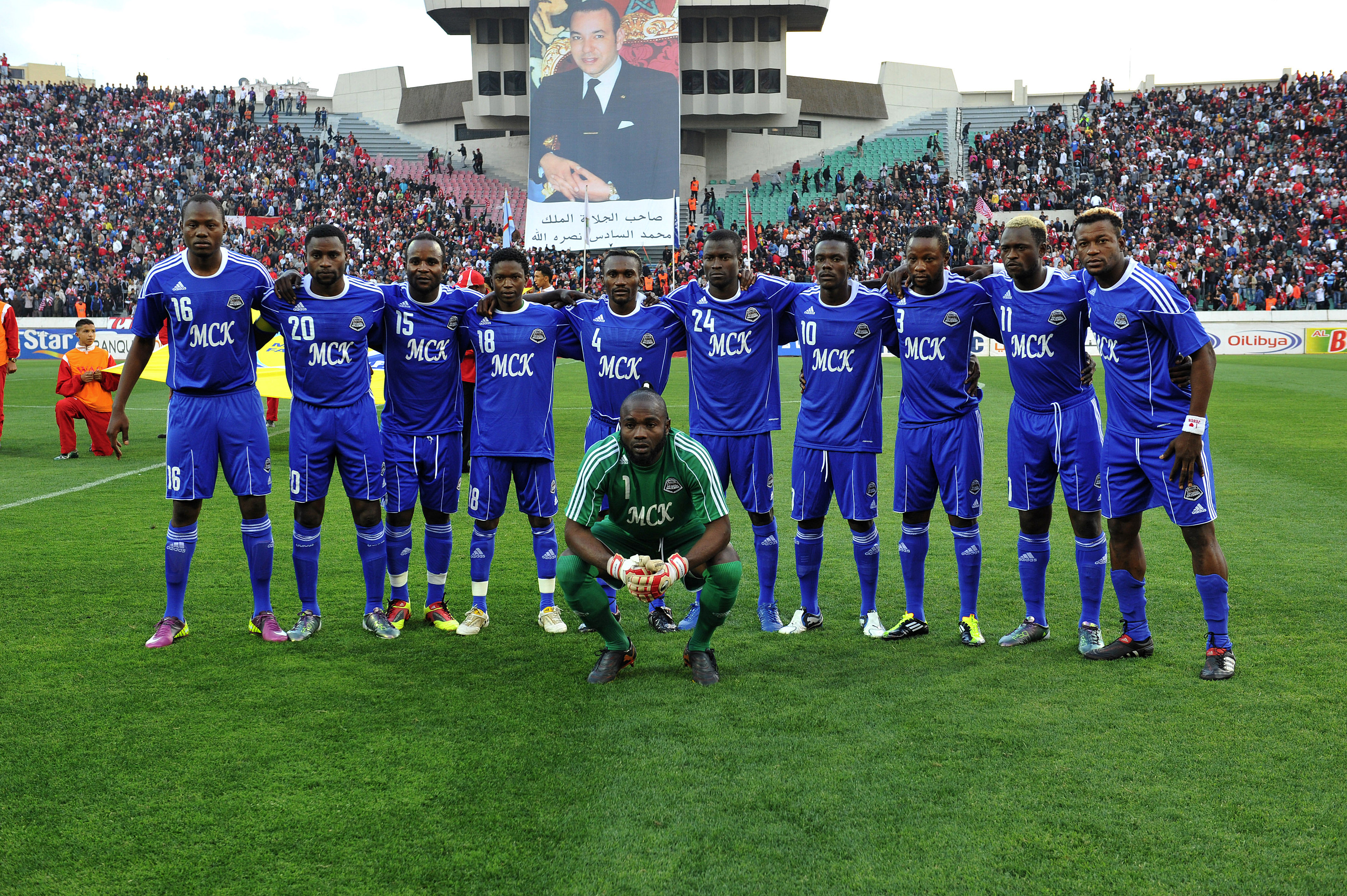
TP Mazembe.

  - Lliga de la República Democràtica del Congo de futbol
  - Campionat de l'Stanley Pool (desaparegut)
  - Campionat de Léopoldville (desaparegut)
  - Campionat de Katanga (desaparegut)

- Copes:
  - Copa de la República Democràtica del Congo de futbol
  - Supercopa de la República Democràtica del Congo de futbol
  - Copa de l'Stanley Pool (desapareguda)

## Principals clubs
Clubs amb més títols nacionals a 2019.
- Tout Puissant Mazembe
- Daring Club Motema Pembe
- Association Sportive Vita Club
- Amicale Sportive Dragons
- FC Saint Eloi Lupopo
- Union Sportive Tshinkunku
- Association Sportive Maniema Union
- Football Club MK Étanchéité
- Union Sportive Bilombe
- Association Sportive Kalamu

## Jugadors destacats
Fonts:
Des de 1950
- Paul Bonga Bonga

Des de 1960
- André Assaka
- Pierre Kalala Mukendi
- Julien Kialunda
- Joseph Kibongé Mafu
- Lucien N'Dala
- Pierre Ndaye Mulamba

Des de 1970
- Emmanuel Etepé Kakoko
- Robert Kazadi Mwamba
- Raoul Kidumu Mantantu
- Florian Lobilo Boba
- Jean Mana Mamuwene
- Adelard Mayanga Maku
- Albert Mwanza Mukombo
- Joseph Mwepu Ilunga
- Raymond Tshimen Bwanga

Des de 1980
- Eugène Kabongo Ngoy
- Jacques Kinkomba Kingambo
- Gaston Mobati Wa

Des de 1990
- N'Dinga Mbote Amily
- Hervé Nzelo-Lembi

Des de 2000
- Hérita Ilunga
- Robert Kidiaba Muteba
- Shabani Christophe Nonda

Des de 2010
- Yannick Bolasie
- Dieumerci Mbokani

## Principals estadis

Stade des Martyrs (Kinshasa).

| # | Estadi                        | Capacitat | Ciutat     |
| - | ----------------------------- | --------- | ---------- |
| 1 | Stade des Martyrs             | 80.000    | Kinshasa   |
| 2 | Stade Tata Raphaël            | 50.000    | Kinshasa   |
| 3 | Stade Frederic Kibassa Maliba | 35.000    | Lubumbashi |
| 4 | Stade Lumumba                 | 30.000    | Kisangani  |